# أندرو إيتون
أندرو إيتون (بالإنجليزية: Scot Eaton)‏ هو فنان قصص مصورة أمريكي، ولد في القرن العشرين في فيرمونت في الولايات المتحدة.

## وصلات خارجية
- أندرو إيتون على موقع IMDb (الإنجليزية)